# Johann Friedrich Herbart

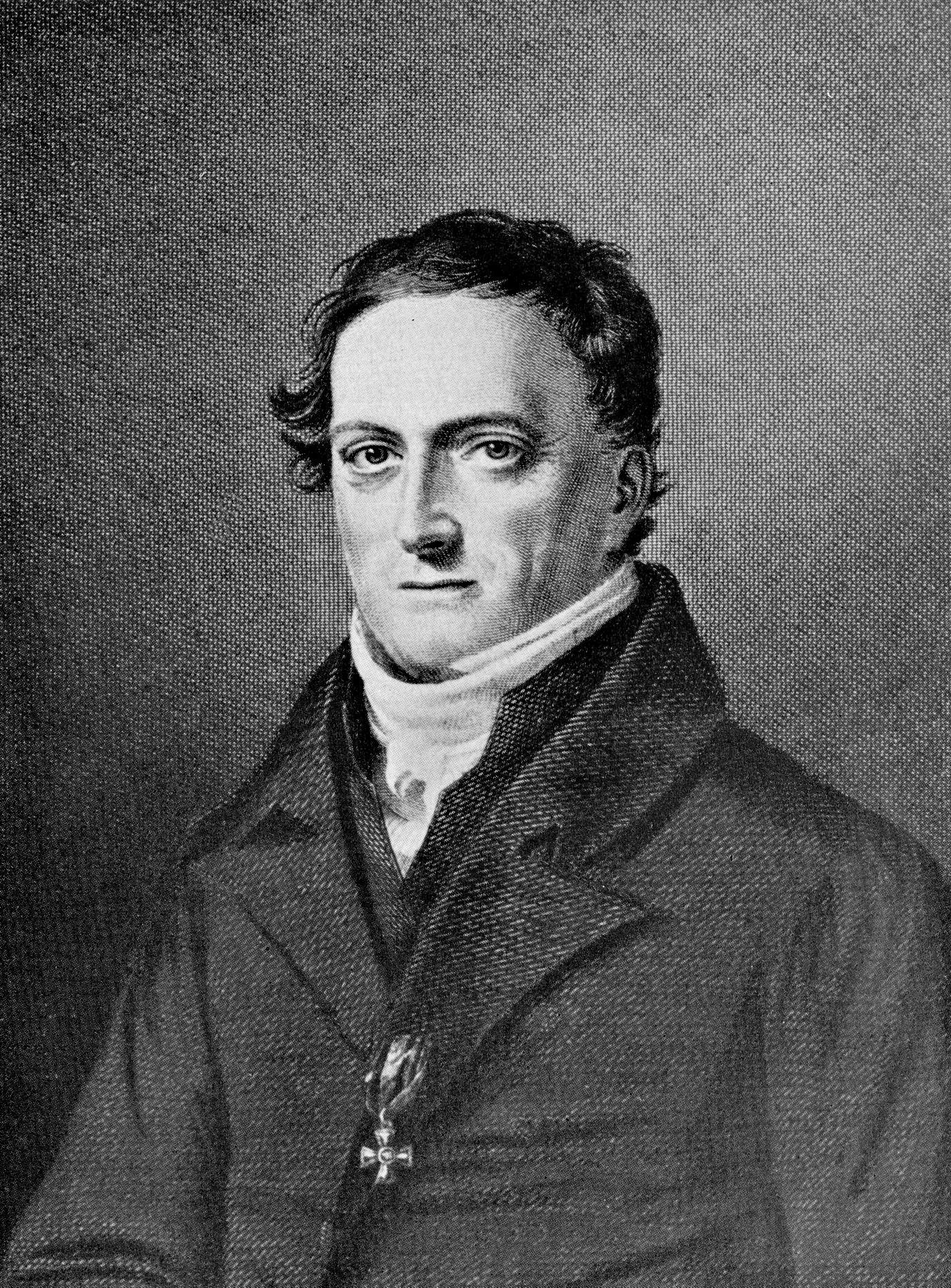
Johann Friedrich Herbart; Kupferstich von Konrad Geyer (1816–1893)

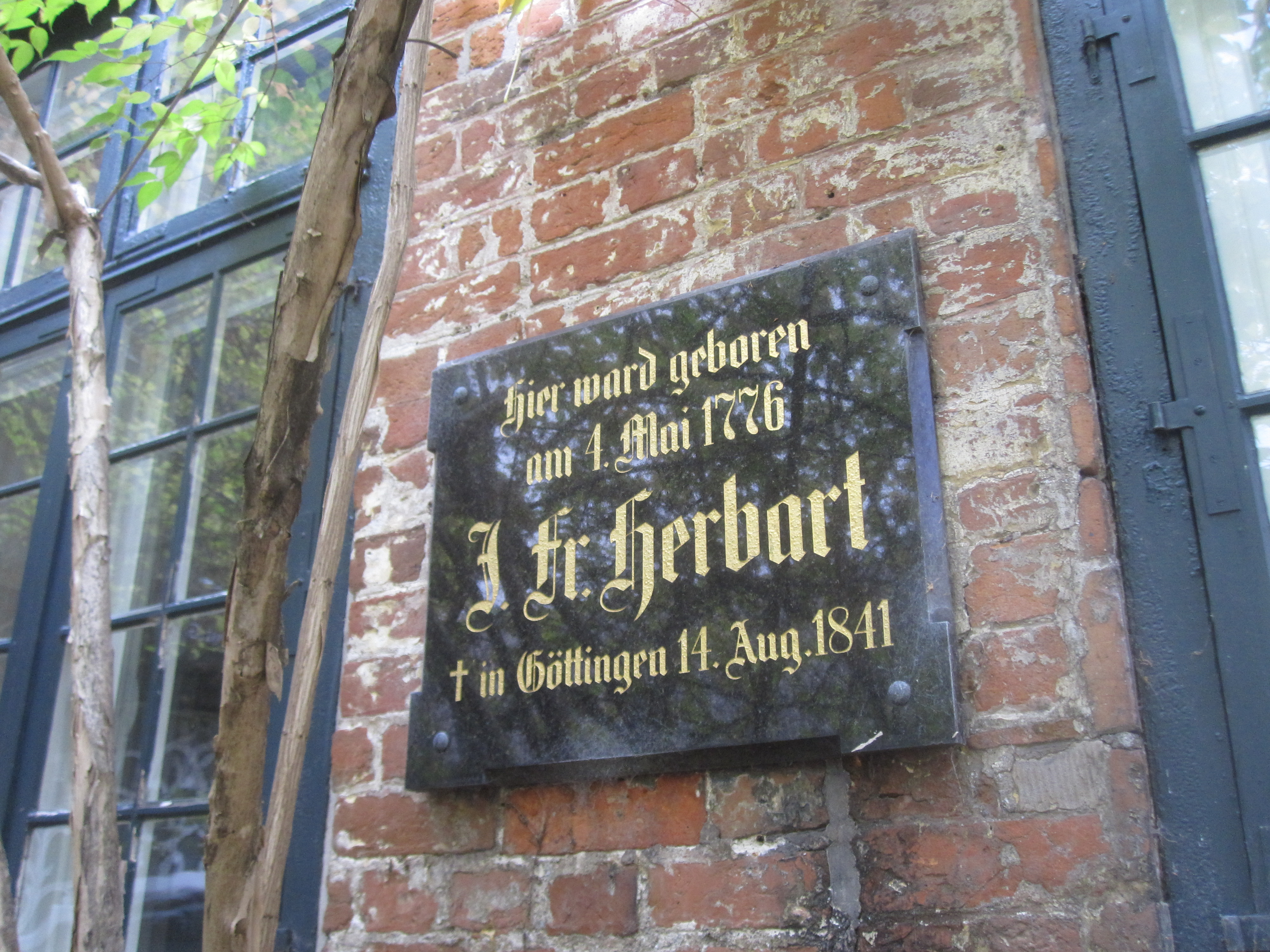
Plakette am Geburtshaus in Oldenburg, Herbartgang 6

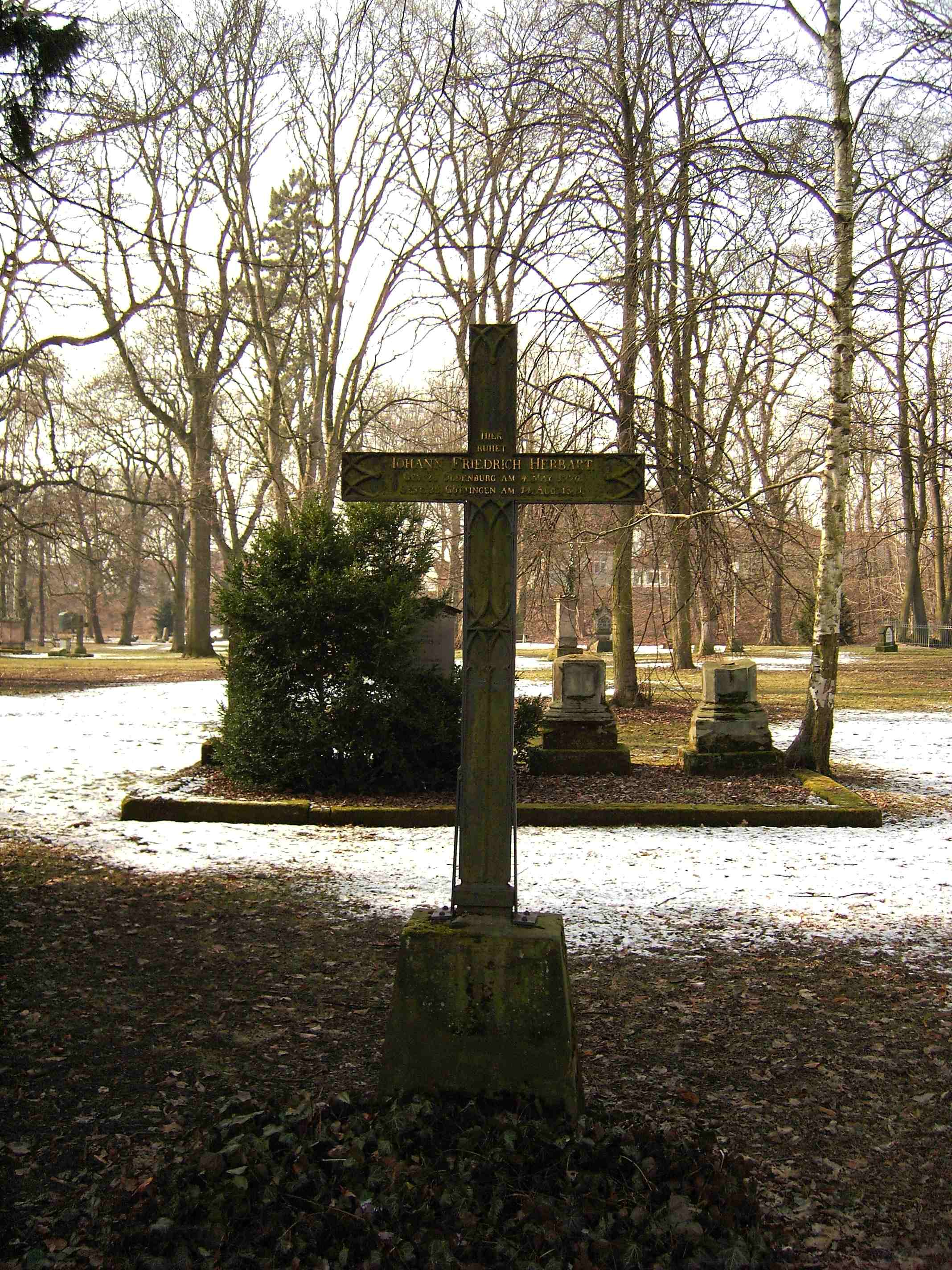
Herbarts Grab auf dem Göttinger Albani-Friedhof

Johann Friedrich Herbart (* 4. Mai 1776 in Oldenburg (Oldb); † 14. August 1841 in Göttingen) war ein deutscher Philosoph, Psychologe und Pädagoge, der über den deutschen Sprachraum hinaus als Klassiker der Pädagogik gilt. Er begründete den Herbartianismus und die Allgemeine Pädagogik.

## Leben
Der Sohn eines Justizrates begann nach dem Besuch der Oldenburger Lateinschule beim Rektor Johann Siegmund Manso ein Studium der Rechtswissenschaften an der Universität Jena. Sein Großvater war der oldenburgische Pädagoge und Vordenker der Aufklärung Johann Michael Herbart (1703–1768). Unter dem Einfluss Johann Gottlieb Fichtes wechselte er zur Philosophie und Literatur. Nach Distanzierungen zur Philosophie Fichtes und Schellings, der Beschäftigung mit griechischen Klassikern und Mitgliedschaft in der studentischen Gesellschaft der freien Männer brach Herbart 1797 ohne Abschluss sein Studium ab und ging als Hauslehrer zur Familie des Altvogts von Steiger nach Interlaken bei Bern. Hier begann sein Interesse an pädagogischer Arbeit im Rahmen seines Unterrichts mit den drei Söhnen, über die er in Berichten Rechenschaft ablegte. 1798 lernte er Pestalozzi kennen, dessen Konzepte ihn zu einem kritischen Überdenken seiner eigenen pädagogischen Ideen veranlassten.
Im Jahr 1800 gab Herbart seine Stellung als Hauslehrer auf und kehrte auf Wunsch der Mutter wegen Zerrüttung der Ehe seiner Eltern nach Oldenburg zurück, um bald einer Einladung seines Freundes Johann Smidt nach Bremen zu folgen. 1802 begann er seine akademische Laufbahn an der Universität Göttingen, wo er seine Promotion und dann auch seine Habilitation in Philosophie abschloss. In Göttingen lehrte er zunächst als Privatdozent und wurde 1805, nach Ablehnung eines Rufes nach Heidelberg, zum außerordentlichen Professor ernannt. In den Jahren 1806 bis 1808 erfolgten bedeutende Veröffentlichungen wie die Allgemeine Pädagogik, aus dem Zweck der Erziehung abgeleitet, Hauptpunkte der Metaphysik, Hauptpunkte der Logik, Allgemeine praktische Philosophie.
1809 wurde Herbart an die Universität Königsberg als Professor für Philosophie und Pädagogik auf den früheren Lehrstuhl Immanuel Kants berufen, wo er auch an der Reform des Schulwesens in Preußen mitwirkte. Er richtete ein Pädagogium ein, wo er mit etwa zehn Kindern, einigen Studenten und seiner Frau zusammen lebte.
In Königsberg begegnete er dem etwa gleichzeitig mit ihm in Königsberg eingetroffenen Wilhelm von Humboldt, dem neuen Chef der Sektion des Kultus und des Unterrichts. Dieser schrieb seinem Lehrer, dem Philologen Friedrich, nach Berlin, an der Universität Königsberg sei wohl bloß Herbart „herauszuheben“ und Goethe ließ er wissen, dass der „neulich aus Göttingen berufene Herbart“ ihm in der Nähe viel besser gefalle als „von ferne in den Rezensionen seiner Bücher“. Herbart wurde Mitglied und Direktor der „Wissenschaftlichen Deputation“, eines Beratungsgremiums der Schulreform, das u. a. neue Lehrpläne entwarf. Auch wurde er 1829 Schulrat und prüfte die Lehramtskandidaten.
1811 heiratete Herbart die aus einer englischen Kaufmannsfamilie stammende Mary Jane Drake. Die Ehe blieb kinderlos. 1813 erschien die erste Auflage des Lehrbuchs zur Einleitung in die Philosophie, 1816 die erste Ausgabe des Lehrbuchs zur Psychologie, 1824/1825 die Psychologie als Wissenschaft, neu gegründet auf Erfahrung, Metaphysik und Mathematik in zwei Teilen, 1828/1829 die zweiteilige Allgemeine Metaphysik, nebst den Anfängen der philosophischen Naturlehre.
1833 folgte er einem Ruf zurück an seine alte Wirkungsstätte, die Universität Göttingen, nachdem ihm die Nachfolge Hegels in Berlin nicht anvertraut worden war. Dort publizierte er sein Alterswerk Umriss pädagogischer Vorlesungen, das 1841 in der 2. Auflage neu ergänzt erschien. 1837 distanzierte sich Herbart als Dekan der Philosophischen Fakultät von den Protestaktionen der „Göttinger Sieben“. Den Hannoverschen Verfassungskonflikt und die Folgen mit Entlassung und Landesverweis für die Kollegen bezeichnete er ein Jahr später als „Göttingische Katastrophe“. Am 14. August 1841 erlag Herbart im Alter von 65 Jahren einem Schlaganfall. Seine letzte Ruhestätte fand er auf dem Albani-Friedhof in Göttingen.

## Herbarts Pädagogik und der Herbartianismus

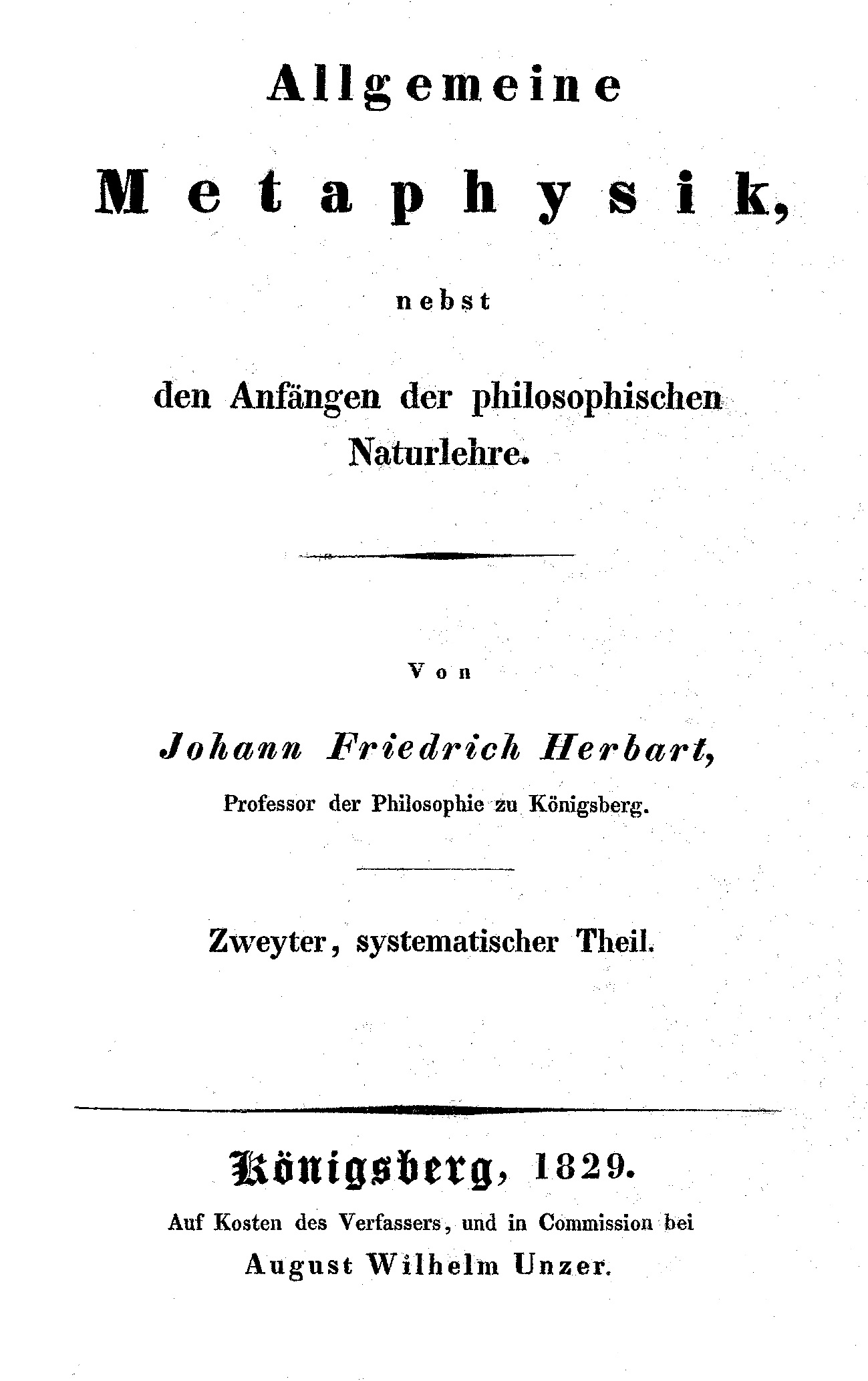
Herbart, Allgemeine Metaphysik, Teil 2, Königsberg 1829

Umriss pädagogischer Vorlesungen (1841):
Herbart gilt als einer der Begründer der modernen Pädagogik als Wissenschaft. Ausgehend vom Begriff der Bildsamkeit des Menschen versuchte er, Erziehung und Unterricht theoretisch zu untermauern. Herbart gilt als Pionier in der Entwicklung einer auf der Psychologie basierenden systematischen Theorie zum Lernen und Lehren; er entwickelte eine komplexe Methodenlehre, die sogenannte Formalstufentheorie. In seiner am weitesten verbreiteten Form schloss dieses System zunächst vier formale Lehrstufen ein: Klarheit, Assoziation, System und Methode. Tuiskon Ziller (1817–1882), ein bedeutender Herbartianer, setzte diesen Stufen eine weitere voran, die Analyse. Wilhelm Rein (1847–1929) gab den Formalstufen dann deutsche Bezeichnungen: Vorbereitung, Präsentation, Umgang, Verallgemeinerung und Anwendung. Sie waren integriert in ein theoretisches Konzept eines pädagogischen Lehrplans, der derart gestaltet werden sollte, dass Kinder und Jugendliche in ihrem individuellen Lernprozess die wesentlichen Stufen der Lernprozesse „emporsteigen“, die bisher die Menschheit als Gattung erklommen hat. Herbart sah die wesentliche Aufgabe des Lehrers darin, die vorhandenen Interessen des Schülers herauszufinden und sie mit dem Wissen und der Kultur der Menschheit in Beziehung zu setzen, um dem Schüler zu helfen, Teil des zivilisierten Lebens zu werden. Seine Philosophie begründete eine von seinen Schülern in ein strenges Regelwerk umgesetzte Anleitung für den Unterricht, den Herbartianismus, der im 19. Jahrhundert die wissenschaftliche Pädagogik beherrschte.
Der Unterschied zwischen Herbarts systematischer Pädagogik (als einer Pädagogik der Selbstentfaltung des Zöglings) einerseits und dem Herbartianismus (als strenges Regelwerk, das dem Zögling wenig Freiraum in der Selbstentfaltung überlässt) andererseits wurde vor allem in der neueren Rezeption verstärkt betont, unter anderem durch Dietrich Benner, der darauf hinwies, dass das strenge Regelwerk des Herbartianismus nicht den ursprünglichen Intentionen Herbarts folgte. Es stand sogar in vielerlei Hinsicht in einem konträren Verhältnis zu Herbarts System. Denn die ursprüngliche Intention Herbarts war, dem Schüler durch Anstoß (Unterstützung) zur Selbstbildung zu verhelfen und ihn nicht durch ein Regelwerk noch präziser in eine vom Lehrer/Erzieher (als Regelvorgeber) vorgegebene Richtung zu „ziehen“. So erwähnt Herbart in seiner Abhandlung Die ästhetische Darstellung der Welt als das Hauptgeschäft der Erziehung (1804):
„Machen, dass der Zögling sich selbst finde, als wählend das Gute, als verwerfend das Böse: dies oder nichts ist Charakterbildung! Dies Erhebung zur selbstbewußten Persönlichkeit soll ohne Zweifel im Gemüte des Zöglings selbst vorgehen und durch dessen eigene Tätigkeit vollzogen werden; es wäre Unsinn, wenn der Erzieher das eigentliche Wesen der Kraft dazu erschaffen und in die Seele eines anderen [Vorgaben/Regeln] hineinflößen wolle“ (J. F. Herbart: Über die ästhetische Darstellung der Welt als das Hauptgeschäft der Erziehung. In: Dietrich Benner: Johann Friedrich Herbart: Systematische Pädagogik. Deutscher Studienverlag, Weinheim 1997, S. 49.)
So stellt sich Herbart ausdrücklich gegen einen autoritären Erziehungsstil und auch eine affirmative Pädagogik, aus heutiger Perspektive und ermuntert den Unterricht zu einem Ort, in dem die Schüler durch „Aufforderung zur Selbsttätigkeit“ (Dietrich Benner) ermuntert werden und ihre charakterliche Entwicklung vollziehen können. Der Lehrer tritt hier in ein Unterstützerverhältnis. Er soll dem Schüler Anstösse/Denkanstösse geben. Der eigentliche Lernprozess kann aber nur vom Edukanden (Schüler) selbst vollzogen werden.
Der Herbartianismus und die ihn betreffende Kritik beruhten vielerorts auf Irrtümern über Herbarts ursprüngliche Lehre. Diese gewann auf die Pädagogik erst in der zweiten Hälfte des 20. Jahrhunderts einen nachhaltigen Einfluss. Der Grund für die späte und in diesem Sinne kritische (würdigende) Rezeption von Herbarts originalem System liegt in der Verallgemeinerung von Herbart bzw. restriktiven Verengung des Herbartianismus auf ein rigides Regelwerk.
Schon vorher beeinflusste der Herbartianismus jedoch Aspekte der Pädagogik in Europa und den Vereinigten Staaten. Und auch in Hinsicht auf Psychologie und Philosophie wurde Herbarts ursprüngliche Lehre bereits zuvor gewürdigt und seine Erkenntnisse in die jeweiligen Wissenschaften, wenn auch nicht als dominant eigene Strömung, integriert.
Herbarts philosophische Arbeiten hatten einen gewissen Einfluss auf den Göttinger Mathematiker Bernhard Riemann, wie sich dessen Exzerpten Herbartscher Werke entnehmen lässt. Wie Riemann selbst schreibt, war er „Herbartianer in Psychologie und Erkenntnistheorie (Methodologie und Eidologie)“, konnte sich aber „Herbarts Naturphilosophie und den darauf bezüglichen metaphysischen Disziplinen (Ontologie und Synechologie) meistens nicht sich anschließen.“ Des Weiteren teilte Riemann mit: „so konnte ich mich den frühesten Untersuchungen Herbart's, deren Resultate in seinen Promotions- und Habilitationsthesen (vom 22. und 23. October 1802) ausgesprochen sind, fast völlig anschließen, musste aber von dem späteren Gange seiner Speculation in einem wesentlichen Punkte abweichen, wodurch eine Verschiedenheit in Bezug auf seine Naturphilosophie und diejenigen Sätze der Psychologie, welche deren Verbindung mit der Naturphilosophie betreffen, bedingt ist.“

## Ehrungen

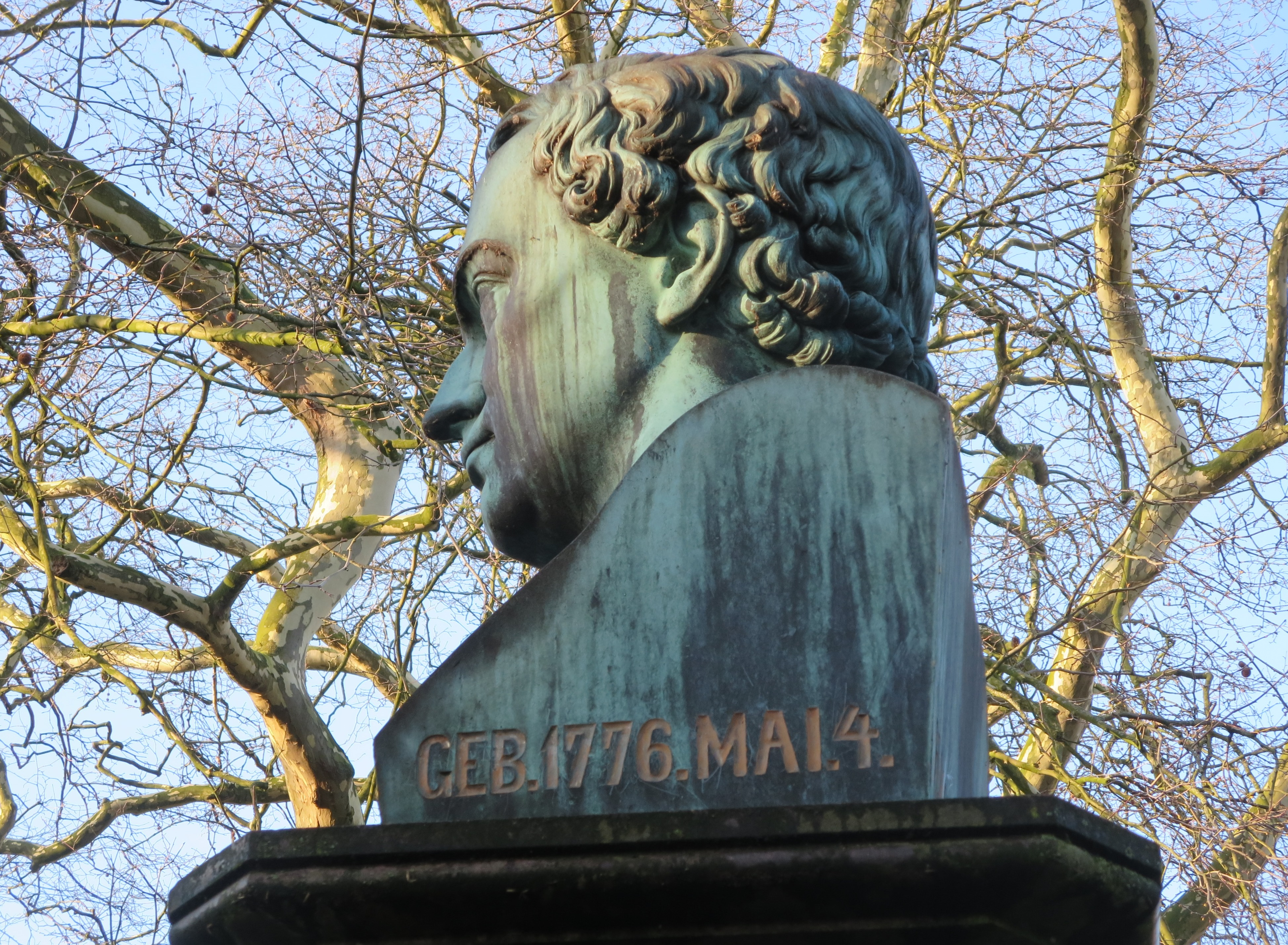
Büste von Johann Friedrich Herbart in seiner Geburtsstadt Oldenburg, Künstler: Heinrich Carl Johann Manger, 1876

Nach Herbart ist das Herbartgymnasium in Oldenburg benannt. In Deutschland gibt es zahlreiche  Herbartstraßen.

## Internationale Herbart-Gesellschaft
Die Internationale Herbart-Gesellschaft fördert die wissenschaftliche Auseinandersetzung mit Herbarts Philosophie und Pädagogik, hauptsächlich durch Kongresse, die jedes zweite Jahr stattfinden. Die Kongressbeiträge werden veröffentlicht.

## Werke
- Pestalozzi’s Idee eines ABC der Anschauung. Göttingen 1804.
- Allgemeine Pädagogik aus dem Zweck der Erziehung abgeleitet. Göttingen 1806.
- Ueber philosophisches Studium. Göttingen 1807.
- Allgemeine Praktische Philosophie. Göttingen 1808.
- Lehrbuch zur Einleitung in die Philosophie. Königsberg 1813.
- Lehrbuch zur Psychologie. Königsberg und Leipzig 1816. 2. Auflage, Königsberg 1834 (Digitalisat und Volltext im Deutschen Textarchiv)
- Psychologie als Wissenschaft, neu gegründet auf Erfahrung, Metaphysik und Mathematik. 2 Bde. Königsberg 1824/25 (Bd. 1, Bd. 2, jeweils Digitalisat und Volltext im Deutschen Textarchiv).
- Allgemeine Metaphysik, nebst den Anfängen der philosophischen Naturlehre. 2 Teile. Königsberg 1828/29.
- Kurze Encyklopädie der Philosophie aus praktischen Gesichtspuncten. Halle 1831.
- Umriss pädagogischer Vorlesungen. Göttingen 1835; 2., vermehrte Ausgabe 1841. Online. Abgerufen am 8. Mai 2023.
- Psychologische Untersuchungen. Göttingen 1839/40.
- Erinnerung an die Göttingische Katastrophe im Jahr 1837. Königsberg 1842 (Digitalisat und Volltext im Deutschen Textarchiv).
- Sämmtliche Werke. Hrsg. von Gustav Hartenstein. Leipzig 1851 (Digitalisat bei Google Books).

Neuausgaben
- Lehrbuch zur Einleitung in die Philosophie. Meiner, Hamburg 1997, ISBN 978-3-7873-1343-3.
- Genauere Entwicklung der Hauptbegriffe, welche in die Bestimmung des pädagogischen Zwecks eingehn (= Pädagogische Reform in Quellen. Bd. 2). Hrsg. von Rotraud Coriand. Jena 2006, ISBN 3-938203-22-6.